# Боротьба на Азійських іграх 2018
Змагання з боротьби на Азійських іграх 2018 року проходили в Джакартському міжнародному конференц-центрі з 19 по 22 серпня 2018 року.

## Країни-учасники
Всього на Азійських іграх 2018 року у боротьбі змагалися 249 спортсменів з 29 країн:
- Афганістан
- Бахрейн
- Бангладеш
- Камбоджа
- Китай
- Китайський Тайбей
- Індія
- Індонезія
- Іран
- Японія
- Казахстан
- Киргизстан
- Ліван
- Монголія
- Непал
- Північна Корея
- Пакистан
- Палестина
- Філіппіни
- Катар
- Південна Корея
- Шрі-Ланка
- Сирія
- Таджикистан
- Таїланд
- Туркменістан
- Узбекистан
- В'єтнам
- Ємен

## Медалісти

### Вільна боротьба, чоловіки
| Категорія | Золото                           | Срібло                      | Бронза                           |
| --------- | -------------------------------- | --------------------------- | -------------------------------- |
| 57 кг     | Ерденебатин Бехбаяр · Монголія   | Кан Гим Сон · КНДР          | Такахасі Юкі · Японія            |
| 57 кг     | Ерденебатин Бехбаяр · Монголія   | Кан Гим Сон · КНДР          | Реза Атрі · Іран                 |
| 65 кг     | Баджранг Пунія · Індія           | Такатані Даїті · Японія     | Сірожиддін Хасанов · Узбекистан  |
| 65 кг     | Баджранг Пунія · Індія           | Такатані Даїті · Японія     | Саятбек Окассов · Казахстан      |
| 74 кг     | Бекзод Абдурахмонов · Узбекистан | Даніяр Кайсанов · Казахстан | Гон Бьон Мін · Південна Корея    |
| 74 кг     | Бекзод Абдурахмонов · Узбекистан | Даніяр Кайсанов · Казахстан | Фудзінамі Юхі · Японія           |
| 86 кг     | Хассан Яздані · Іран             | Доменік Абунадер · Ліван    | Аділет Давлумбаєв · Казахстан    |
| 86 кг     | Хассан Яздані · Іран             | Доменік Абунадер · Ліван    | Оргодолин Уйтумен · Монголія     |
| 97 кг     | Аліреза Карімі · Іран            | Магомед Мусаєв · Киргизстан | Магомед Ібрагімов · Узбекистан   |
| 97 кг     | Аліреза Карімі · Іран            | Магомед Мусаєв · Киргизстан | Кім Че Кан · Південна Корея      |
| 125 кг    | Парвіз Хаді · Іран               | Ден Чживей · Китай          | Нам Кюн Джин · Південна Корея    |
| 125 кг    | Парвіз Хаді · Іран               | Ден Чживей · Китай          | Давид Модзманашвілі · Узбекистан |

### Греко-римська боротьба
| Категорія | Золото                          | Срібло                          | Бронза                             |
| --------- | ------------------------------- | ------------------------------- | ---------------------------------- |
| 60 кг     | Ота Сінобу · Японія             | Канибек Жолчубеков · Киргизстан | Мейрамбек Айнагулов · Казахстан    |
| 60 кг     | Ота Сінобу · Японія             | Канибек Жолчубеков · Киргизстан | Мехрдад Мардані · Іран             |
| 67 кг     | Рю Хан Су · Південна Корея      | Алмат Кебіспаєв · Казахстан     | Амантур Ісмаїлов · Киргизстан      |
| 67 кг     | Рю Хан Су · Південна Корея      | Алмат Кебіспаєв · Казахстан     | Мохаммед Реза Гераеї · Іран        |
| 77 кг     | Мохаммедалі Гераеї · Іран       | Акжол Махмудов · Киргизстан     | Кім Хьон У · Південна Корея        |
| 77 кг     | Мохаммедалі Гераеї · Іран       | Акжол Махмудов · Киргизстан     | Ян Бінь · Китай                    |
| 87 кг     | Хоссейн Нурі · Іран             | Рустам Ассакалов · Узбекистан   | Шихазберді Овелєков · Туркменістан |
| 87 кг     | Хоссейн Нурі · Іран             | Рустам Ассакалов · Узбекистан   | Азамат Кустубаєв · Казахстан       |
| 97 кг     | Чо Хечхоль · Південна Корея     | Сяо Ді · Китай                  | Єрулан Іскаков · Казахстан         |
| 97 кг     | Чо Хечхоль · Південна Корея     | Сяо Ді · Китай                  | Узур Джузупбеков · Киргизстан      |
| 130 кг    | Мумінжон Абдуллаєв · Узбекистан | Нурмахан Тиналієв · Казахстан   | Арата Сонода · Японія              |
| 130 кг    | Мумінжон Абдуллаєв · Узбекистан | Нурмахан Тиналієв · Казахстан   | Кім Мін Сок · Південна Корея       |

### Вільна боротьба, жінки
| Категорія | Золото                          | Срібло                           | Бронза                            |
| --------- | ------------------------------- | -------------------------------- | --------------------------------- |
| 50 кг     | Вінеш Фогат · Індія             | Іріє Юкі · Японія                | Кім Сон Хян · КНДР                |
| 50 кг     | Вінеш Фогат · Індія             | Іріє Юкі · Японія                | Кім Хьон Чо · Південна Корея      |
| 53 кг     | Пак Йон Мі · КНДР               | Жулдиз Ешимова · Казахстан       | Окуно Харуна · Японія             |
| 53 кг     | Пак Йон Мі · КНДР               | Жулдиз Ешимова · Казахстан       | Ерденечимегійн Сум'яа · Монголія  |
| 57 кг     | Чон Мьон Сук · КНДР             | Пей Сінжу · Китай                | Алтанцецегійн Батцецег · Монголія |
| 57 кг     | Чон Мьон Сук · КНДР             | Пей Сінжу · Китай                | Сакагамі Кацукі · Японія          |
| 62 кг     | Айсулуу Тинибекова · Киргизстан | Кавай Рісако · Японія            | Нгуєн Тхі Мі Хань · В'єтнам       |
| 62 кг     | Айсулуу Тинибекова · Киргизстан | Кавай Рісако · Японія            | Лім Джон Сім · КНДР               |
| 68 кг     | Чжоу Фен · Китай                | Шархугійн Туменцерсег · Монголія | Дів'я Какран · Індія              |
| 68 кг     | Чжоу Фен · Китай                | Шархугійн Туменцерсег · Монголія | Меерім Жуманазарова · Киргизстан  |
| 76 кг     | Чжоу Цянь · Китай               | Судзукі Хірое · Японія           | Ельміра Сиздикова · Казахстан     |
| 76 кг     | Чжоу Цянь · Китай               | Судзукі Хірое · Японія           | Айпері Медет-кизи · Киргизстан    |

## Медальна таблиця
| Місце               | Країна               | Золото | Срібло | Бронза | Загалом |
| ------------------- | -------------------- | ------ | ------ | ------ | ------- |
| 1                   | Іран (IRI)           | 5      | 0      | 3      | 8       |
| 2                   | Китай (CHN)          | 2      | 3      | 1      | 6       |
| 3                   | Узбекистан (UZB)     | 2      | 1      | 3      | 6       |
| 4                   | Північна Корея (PRK) | 2      | 1      | 2      | 5       |
| 5                   | Південна Корея (KOR) | 2      | 0      | 6      | 8       |
| 6                   | Індія (IND)          | 2      | 0      | 1      | 3       |
| 7                   | Японія (JPN)         | 1      | 4      | 5      | 10      |
| 8                   | Киргизстан (KGZ)     | 1      | 3      | 4      | 8       |
| 9                   | Монголія (MGL)       | 1      | 1      | 3      | 5       |
| 10                  | Казахстан (KAZ)      | 0      | 4      | 6      | 10      |
| 11                  | Ліван (LBN)          | 0      | 1      | 0      | 1       |
| 12                  | В'єтнам (VIE)        | 0      | 0      | 1      | 1       |
| 12                  | Туркменістан (TKM)   | 0      | 0      | 1      | 1       |
| Загалом (13 збірні) | Загалом (13 збірні)  | 18     | 18     | 36     | 72      |